# Caradrina psammopsis
Caradrina psammopsis là một loài bướm đêm trong họ Noctuidae.